# K-1 WORLD GP 2010 IN YOKOHAMA
K-1 WORLD GP 2010 IN YOKOHAMA（ケーワンワールドグランプリインヨコハマ）は、K-1の大会の一つ。2010年4月3日、横浜アリーナで開催された。

## 大会概要
K-1スーパーヘビー級タイトルマッチでは王者セミー・シュルトが挑戦者エロール・ジマーマンに判定勝ちし、4度目の王座防衛に成功した。
K-1ヘビー級タイトルマッチでは王者京太郎が挑戦者ピーター・アーツにKO勝ちし、初めての王座防衛に成功した。
第5試合前には武蔵の引退セレモニーが行われた。

## 試合結果
オープニングファイト第1試合 3分3R
○  高萩ツトム vs.  上原誠 ×
3R終了 判定2-0（30-29、29-29、30-29）
オープニングファイト第2試合 3分3R
○  プリンス・アリ vs.  野田貢 ×
3R終了 判定3-0（30-27、29-27、29-27）
第1試合 3分3R
○  セルゲイ・ラシェンコ vs.  佐藤匠 ×
3R終了 判定3-0（30-28、30-29、30-29）
第2試合 3分3R
○  グーカン・サキ vs.  シング"心"ジャディブ ×
3R終了 判定3-0（30-27、30-28、30-28）
第3試合 3分3R
○  ジェロム・レ・バンナ vs.  タイロン・スポーン ×
3R終了 判定3-0（29-28、29-28、29-28）
第4試合 3分3R
○  アリスター・オーフレイム vs.  ジャバット・ポトラック ×
1R 2:40 KO（右膝蹴り）
第5試合 K-1ヘビー級タイトルマッチ 3分3R
○  京太郎 vs.  ピーター・アーツ ×
2R 1:56 KO（右フック）
※京太郎が初防衛。
第6試合 K-1スーパーヘビー級タイトルマッチ 3分3R
○  セミー・シュルト vs.  エロール・ジマーマン ×
3R終了 判定3-0（30-27、30-27、30-28）
※シュルトが4度目の防衛。
第7試合 メインイベント 3分3R
○  バダ・ハリ vs.  アレクセイ・イグナショフ ×
3R終了 判定3-0（30-26、30-26、30-26）